# Canal Extremadura
Canal Extremadura es un canal de televisión en abierto español que funciona como la cadena de televisión pública de Extremadura. Es propiedad de la Sociedad Pública de Televisión Extremeña, S.A.U., que a su vez forma parte de la Corporación Extremeña de Medios Audiovisuales (CEXMA) creada por la Ley 4/2000.
Desde 2011 forma parte de una única sociedad, la Sociedad Pública de Radiodifusión y Televisión Extremeña SAU que agrupa a televisión y radio. 
Tras un período de emisión en pruebas iniciado el 30 de noviembre de 2005, el 15 de febrero de 2006 arrancó su primera fase de programación con nueve horas de emisión diaria, comprendidas entre las 15:30 y las 00:30. Su primer informativo, denominado Extremadura 20:30, se estrenó el 7 de junio de 2006. Arrancó sus emisiones en las frecuencias analógicas que había ocupado Canal Sur Extremadura entre el 8 de septiembre de 2001 y el 28 de junio de 2002.
Sus instalaciones se encuentran en Mérida, la capital autonómica. Además, cuenta con delegaciones en Cáceres y Badajoz.
No forma parte de la FORTA (Federación de Organismos de Radio y Televisión Autonómicos), aunque firmaba acuerdos para conseguir contenidos exclusivos de dicha federación, como los partidos de la Champions League de 2009 a 2012.
En febrero de 2007 crea Extremadura TV, un canal internacional dedicado a la promoción de la región reemitiendo el contenido de producción propia de Canal Extremadura. Sus emisiones pudieron seguirse por TDT hasta 2011. El 31 de diciembre de 2011 cesó su señal por satélite en Astra.
En 2014 inicia sus emisiones a través de Hispasat Canal Extremadura SAT. En 2024, su formato de emisión en la TDT pasa a ser en alta definición, siendo así de las primeras televisiones autonómicas de España en dar el salto del SDTV al HDTV.

## Historia
- 30 de noviembre de 2005: comienzan las emisiones de pruebas con un bucle sinfín.[5]
- 15 de febrero de 2006:[1] comienzan las emisiones regulares de Canal Extremadura a las 15:30 de la tarde.
- 12 de febrero de 2007: empiezan las retransmisiones de Extremadura TV, la versión internacional de Canal Extremadura, vía satélite Astra inicialmente y, más tarde, también como segundo canal en el multiplex autonómico de TDT.
- 31 de diciembre de 2011: cese definitivo de la emisión vía satélite de Extremadura TV, la versión internacional de Canal Extremadura.
- 20 de junio de 2014: empiezan las transmisiones de Canal Extremadura SAT, canal internacional de la televisión Extremeña. Emite en abierto vía satélite Hispasat.
- 9 de mayo de 2018: empiezan las transmisiones de Canal Extremadura SAT en el satélite Astra.
- 14 de junio de 2020: Canal Extremadura lanza su aplicación oficial para ver los contenidos de la cadena tanto en directo como a la carta, diseñada para dispositivos iOS y Android. De igual manera se lanza la app de los servicios informativos, Extremadura Noticias.
- 17 de febrero de 2023: Canal Extremadura retransmite por primera vez los carnavales extremeños por la plataforma Twitch.[6]
- 30 de noviembre de 2023: Canal Extremadura cumple 18 años en antena. Para celebrar la "mayoría de edad" de la televisión extremeña, se emite un programa especial de Dos de tarde en el que se recuerdan programas muy diversos de la historia de la casa. Asimismo, también se reúnen en el plató algunos de los rostros míticos y actuales de la cadena, como Lola Trigoso, Manu Pérez, Paco Vadillo o Agustín Bravo, entre otros.
- 15 de enero de 2024: el canal, de acuerdo con el Plan Técnico Nacional de la Televisión Digital Terrestre, realizó la transición completa de la emisión en definición estándar (SD) a alta definición (HD),[7] comenzando a transmitir exclusivamente en HD y cumpliendo anticipadamente con la fecha límite del 14 de febrero de 2024.[8]
- 31 de octubre de 2024: se lanza la aplicación oficial de Canal Extremadura para televisores inteligentes con sistemas operativos Android TV y TvOS, contando con las mismas funciones que la versión móvil (recibir las señales de televisión y radio en directo, así como reproducir contenidos de audio y vídeo a la carta).

### Directores/as Generales
- Gaspar García Moreno (2004-2011)
- Beatriz Maesso Corral (2011-2015)
- Carmen Santos Garaicoechea (2015-2017)
- Urbano García Alonso (2017-2021)
- Dámaso Castellote (2021-presente)

## Programación
La programación de Canal Extremadura Televisión se estructura en información y entretenimiento de calidad con carácter extremeño y dirigido a todos los públicos. Por ello, en lo que respecta a espacios dedicados a repasar la actualidad encontramos Dos de tarde, un magazine vespertino de emisión diaria en el que además de contar los hechos y noticias más significativos del día, se incluyen conexiones en directo hacia los puntos de la región donde está la noticia, así como entrevistas con invitados en directo, cocina, y en ocasiones, hasta actuaciones musicales  en el mismo plató. 
En lo referente a espacios con vocación de servicio público, sin tener en cuenta los servicios informativos de la cadena (los cuales trataremos más adelante), encontramos dos programas muy importantes en la parrilla de Canal Extremadura, prácticamente desde los inicios de emisión de la cadena: Tu empleo y Escúchame. Tu empleo tiene como objetivo facilitar ofertas de empleo que tienen lugar en toda Extremadura, así como aconsejar a trabajadores y empresarios dentro del mundo laboral. Respecto a Escúchame, su propósito es promover y apoyar la diversidad acercando el día a día de los extremeños que cuentan con cualquier tipo de discapacidad, haciendo partícipes de sus historias a los espectadores del programa. Cabe destacar que, con Escúchame, Canal Extremadura tiene el mérito de ser, hasta el momento, la única cadena de televisión autonómica de España que cuenta en su parrilla con un programa de televisión dedicado íntegramente a dar voz a los colectivos de personas con discapacidad.
En la parrilla de Canal Extremadura podemos encontrar otros programas considerados míticos, por el tiempo que llevan en antena; algunos incluso desde el principio de la cadena, como Puerta con puerta, que se dedica a dar a conocer los distintos pueblos de la región a través de sus habitantes y de los lazos y vivencias que existen entre ellos, de ahí el nombre del programa; otro ejemplo de programa longevo en la televisión pública extremeña es El lince con botas, dedicado a divulgar, en forma de monográficos, las actividades culturales y hechos sociales de relevancia acaecidos en la región.
Ya en referencia a los informativos, Extremadura Noticias, hay dos ediciones a las 14h y a las 20:30h, además de otro programa informativo matinal llamado Ahora Extremadura y un programa de debate semanal llamado El Foro de Extremadura Noticias, en el que se reúnen los representantes de los principales partidos políticos de la Asamblea de Extremadura para poner sobre la mesa los aspectos más destacados del día y la importancia que suponen para el parlamento extremeño. El canal autonómico dedica el espacio de información deportiva, Extremadura Deportes, principalmente para informar mayoritariamente sobre los equipos de fútbol y baloncesto extremeños. 
Además, la televisión pública extremeña dedica espacios para informar sobre la actividad agropecuaria, la caza y la pesca, como La besana, Cazadores de lances y Entre hilos y anzuelos, respectivamente. También le dedica dos espacios a la información taurina: Nuestro campo bravo y Tierra de toros. En cuanto al prime time, este está dedicado a programas docushows de carácter extremeño donde tratan la historia y cultura extremeña y sus gentes, como Esta es mi casa, Muévete, Historia de Extremadura y los ya citados anteriormente Puerta con puerta o El lince con botas. De igual forma se emiten semanalmente programas de actualidad como 52 minutos, Reporteros de Extremadura , Informe Extremadura o Policías EXT. Además de todo esto el canal emite cine americano de lunes a viernes por la tarde y cine español los fines de semana por la tarde, y series extranjeras, como Ley y Orden.

## Imagen corporativa
Cuando empezó sus emisiones, desde 2006 hasta 2011, el logotipo era naranja y verde, junto con las palabras CANAL extremadura. Desde 2012 hasta 2013 el segundo logotipo tuvo el color cristalizado como color característico en esa etapa y el puntito azul. El 8 de septiembre de 2016, coincidiendo con el día de Extremadura, cambió el color, pasándose a ser rosa un poco oscura y dentro del círculo el logotipo. Por otro lado, el nombre anterior es 7 Canal Extremadura, desde 2008 hasta 2011, para posicionar el dial siete con el mando a distancia. 

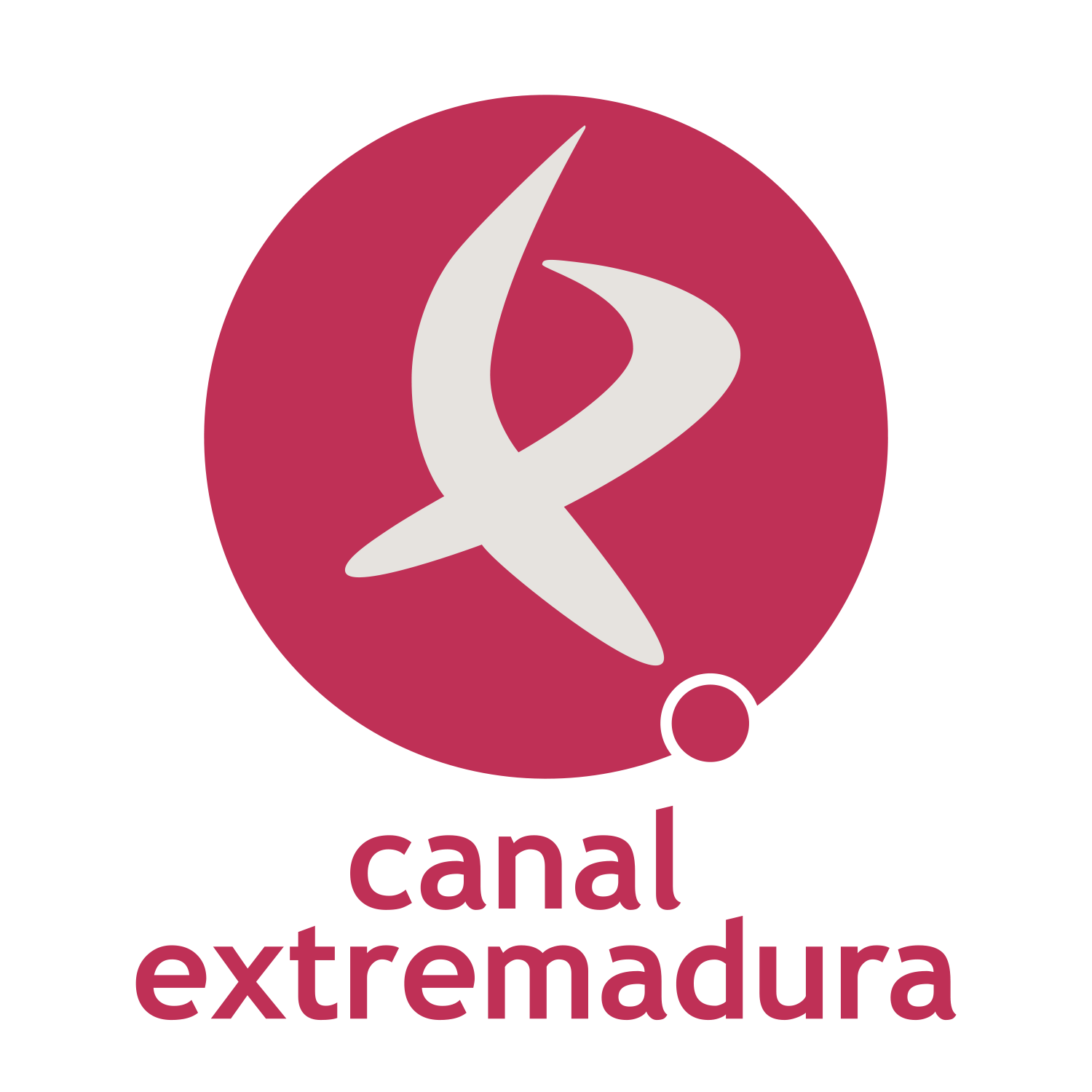
2016 - presente

## Eslóganes
Los lemas son los siguientes:
- Tenemos mucho que ver (2012-2013)
- Cuenta conmigo (2013-2014)
- Para ti (2014-2016)
- Nuestra Navidad (2011-2012)
- Feliz Navidad (2010-2011)
- Compartir lo que nos une (2016-2018)
- Siempre contigo (2020-2021)
- Orgullosos de lo nuestro (2019-2020)
- Lo nuestro (2018-2019)
- Tu vida (2021-2022)
- Ahora+ (2022-presente)

## Audiencias
|      | enero | febrero | marzo | abril | mayo | junio | julio | agosto | septiembre | octubre | noviembre | diciembre | Media anual |
| ---- | ----- | ------- | ----- | ----- | ---- | ----- | ----- | ------ | ---------- | ------- | --------- | --------- | ----------- |
| 2006 |       | 0,4%**  | 2,1%  | 3,4%  | 5,0% | 5,2%  | 5,1%  | 5,4%   | 5,5%       | 3,9%    | 4,3%      | 4,8%      | 3,8%        |
| 2007 |       |         |       |       |      |       |       |        |            |         |           |           |             |
| 2008 |       |         |       |       |      |       |       |        |            |         |           |           |             |
| 2009 |       |         |       |       |      |       |       |        |            |         |           |           |             |
| 2010 |       | 6,6%    |       |       |      |       |       |        |            |         |           |           | 5%          |
| 2011 |       |         |       |       |      |       |       |        |            |         |           |           | 1,7%        |
| 2012 | %     | %       | %     | %     | %    | %     | 2,5%  | 2,5%   | 2,9%       | 3,1%    | 3,5%      | 3,4%      | 1,5%        |
| 2013 | 3,8%  | 4%      | 4%    | 3,8%  | 3,5% | 4,1%  | 3,6%  | 4,4%   | 4,4%       | 6,5%    | 6%        | 5,9%      | 4,5%        |
| 2014 | 6,5%  | 5,6%    | 5,8%  | 6,1%  | 6%   | 6,2%  | 4,6%  | 4,3%   | 5,7%       | 5,8%    | 5,7%      | 5,6%      | 5,7%        |
| 2015 | 6,2%  | 6,8%    | 6,6%  | 6,9%  | 6,8% | 7,6%  | 5,1%  | 7%     | 6,4%       | 8,2%    | 5,9%      | 6,1%      | 6,6%        |
| 2016 | 7%    | 7,5%    | 6,1%  | 6,4%  | 6,3% | 5,2%  | 4,5%  | 4,3%   | 4,7%       | 5,5%    | 4,9%      | 4,8%      | 5,6%        |
| 2017 | 5,7%  | 6,8%    | 6,1%  | 5,9%  | 5,4% | 5,5%  | 5,5%  | 5%     | 5,6%       | 5,6%    | 6,9%      | 6,3%      | 5,9%        |
| 2018 | 6,7%  | 7,1%    | 6,3%  | 5,4%  | 5,1% | 5,3%  | 4,9%  | 5,1%   | 5,2%       | 6,3%    | 6,3%      | 6,1%      | 5,8%        |
| 2019 | 6,4%  | 6,2%    | 6,2%  | 5,4%  | 5,7% | 4,7%  | 4,8%  | 5%     | 4,9%       | 6,4%    | 6,4%      | 6,3%      | 5,8%        |
| 2020 | 5,9%  | 6,1%    | 6,8%  | 6,4%  | 6,3% | 6,4%  | 5,7%  | 5,3%   | 6,2%       | 7,5%    | 5,8%      | 5,7%      | 6,2%        |
| 2021 | 6,6%  | 6,3%    | 6,0%  | 5,4%  | 5,4% | 5,6%  | 5%    | 4,6%   | 5,6%       | 5,8%    | 5,8%      | 5,6%      | 5,7%        |
| 2022 | 5,1%  | 5,3%    | 5,1%  | 5,2%  | 4,8% | 5,3%  | 4,5%  | 4,2%   | 4,9%       | 5,0%    | 5,1%      | 5,3%      | 4,9%        |
| 2023 | 5,5%  | 6,0%    | 5,3%  | 5,9%  | 5,9% | 5,6%  | 5,6%  | 5,5%   | 5,0%       | 4,5%    | 5,0%      | 4,7%      | 5,5%        |
| 2024 | 4,3%  | 4,5%    | 4,3%  | 4,1%  | 3,9% | 3,5%  | 4,0%  | 4,2%   | 4,5%       | 4,9%    | 5,3%      | 4,7%      | 4,4%        |